# Atentado de Mogadiscio de 2011
El atentado de Mogadiscio de 2011 ocurrió el 4 de octubre de 2011, cuando un atacante suicida hizo explotar un camión bomba en la puerta del complejo ministerial del gobierno de Somalia, matando a 100 personas e hiriendo a más de 110. Al-Shabbaab atribuyó la responsabilidad del ataque.

## Atentado
El ataque tuvo lugar en un puesto de control de seguridad que conduce al complejo de ministerios donde se encuentra el edificio del Ministerio de Educación en el distrito K4 de Mogadiscio. Algunos testigos dijeron que el ruido de la explosión fue lo suficientemente fuerte como para ser escuchado a varios kilómetros de la escena del ataque. Según varios informes, el ataque estaba dirigido a 150 jóvenes somalíes que iban a volar a Sudán para ser entrenados como espías, pero en su lugar resultó en la muerte de estudiantes y padres en su mayoría esperando noticias sobre becas para Sudán y Turquía del Ministerio de Educación Superior. Turquía, que también aumentó su participación en Somalia con el compromiso de reabrir su embajada en Mogadiscio, publicó una declaración aclarando los hechos que tuvieron lugar. El Ministerio de Relaciones Exteriores de Turquía informó que los estudiantes hacían cola fuera del Ministerio de Educación Superior cuando se produjo la explosión, a la espera de los resultados de las becas ofrecidas por Turquía. Otros informes dijeron que los estudiantes tomarían un examen en el momento de la explosión. Aunque muchas de las víctimas fueron estudiantes y padres, algunas de las otras víctimas fueron civiles no estudiantes. Suldan Sarah, el director de comunicaciones del presidente Sharif Sheikh Ahmed, dijo que "los servicios de seguridad trabajan día y noche, y están trabajando dentro de sus capacidades, y como tal han frustrado una serie de intentos en el último mes [de otros ataques]". Las fuerzas de AMISOM y TFG (Gobierno Federal de Transición) acordonaron el área poco después de la explosión.  El mismo día, Al-Shabaab lanzó simultáneamente ataques en el sur y el oeste de Somalia.